# Liam Hyland
Liam Hyland (né le 23 avril 1933) est un homme politique irlandais du Fianna Fáil qui est élu pendant plus de 25 ans, en tant que sénateur, député et Député européen.

## Biographie
Né à Ballacolla, comté de Laois, Hyland se présente pour la première fois aux élections du Dáil Éireann lors des élections générales de 1977 pour Laois-Offaly, lorsque le Fianna Fáil obtient trois des cinq sièges. Cependant, le parti a présenté quatre candidats de manière ambitieuse et Hyland est le seul à ne pas être élu au 21e Dáil. Cependant, il se présente avec succès aux élections au 14e Seanad, étant élu par le Panel industriel et commercial.
Paddy Lalor, l'un des trois députés du Fianna Fáil pour Laois-Offaly, ne se représente pas aux élections générales de 1981. Le Fianna Fáil présente de nouveau quatre candidats, mais cette fois Hyland est le premier des trois à être élu, prenant son siège au 22e Dáil. Il est réélu lors des cinq élections générales suivantes, de février 1982, novembre 1982, 1987, 1989 et 1992.
En février 1992, lorsqu'Albert Reynolds devient Taoiseach, Hyland est nommé ministre d'État au ministère de l'Agriculture et de l'Alimentation avec une responsabilité particulière pour les entreprises rurales par le gouvernement Fianna Fáil–Démocrates progressistes. En janvier 1993, il est nommé ministre d'État au ministère de l'Agriculture, de l'Alimentation et des Forêts, avec une responsabilité particulière pour les forêts et le développement rural, par le gouvernement de coalition Fianna Fáil-Parti travailliste.
Lors des élections au Parlement européen de 1994, il est élu député européen de la circonscription de Leinster et ne se présente pas aux élections générales de 1997. Il est réélu aux élections européennes de 1999 et prend sa retraite en 2004.